# Марквелде
Марквелде (нід. Markvelde) — селище в нідерландській провінції Оверейсел. Входить до муніципалітету Гоф-ван-Твенте.
Його площа становить 9,21 км², а населення станом на 2021 рік складало 275 осіб.
Перша згадка про населений пункт датується 1225 роком.